# Cholet-Pays de la Loire 2018
Cholet-Pays de la Loire 2018 var den 40. udgave af cykelløbet Cholet-Pays de la Loire. Løbet var en del af UCI Europe Tour-kalenderen og blev arrangeret 25. marts 2018. Det blev vundet af franske Thomas Boudat fra Direct Énergie.

## Hold og ryttere
| UCI WorldTeams (2)- AG2R La Mondiale - Groupama-FDJ UCI Professionelle kontinentalthold (9)- Cofidis, Solutions Crédits - Delko-Marseille Provence-KTM - Direct Énergie - Euskadi Basque Country-Murias - Fortuneo-Samsic - Gazprom-RusVelo - Roompot-Nederlandse Loterij - UnitedHealthcare - Vital Concept UCI Kontinentalhold (7)- BHS-Almeborg Bornholm - Cibel-Cebon - D'Amico-Utensilnord - Roubaix Lille Métropole - Saint Michel-Auber 93 - Tarteletto-Isorex - Vorarlberg-Santic |
| |

### Danske ryttere
- Nicklas Amdi Pedersen kørte for BHS-Almeborg Bornholm
- Magnus Bak Klaris kørte for BHS-Almeborg Bornholm
- Mathias Bregnhøj kørte for BHS-Almeborg Bornholm
- Christoffer Lisson kørte for BHS-Almeborg Bornholm
- Rasmus Quaade kørte for BHS-Almeborg Bornholm
- Emil Toudal kørte for BHS-Almeborg Bornholm

## Resultater
| \| Samlede stilling \| Samlede stilling \| Samlede stilling \| Samlede stilling \| Samlede stilling \| \| Rytter \| Rytter \| Hold \| Tid \| \| \| ---------------- \| ----------------- \| ---------------------------- \| ---------------- \| ---------------- \| \| 1. \| Thomas Boudat \| Direct Énergie \| 4t 44' 41" \| \| \| 2. \| Hugo Hofstetter \| Cofidis, Solutions Crédits \| + 0" \| \| \| 3. \| Roy Jans \| Cibel-Cebon \| + 0" \| \| \| 4. \| Brenton Jones \| Delko-Marseille Provence-KTM \| + 0" \| \| \| 5. \| Sylvain Chavanel \| Direct Énergie \| + 0" \| \| \| 6. \| Daniel Hoelgaard \| Groupama-FDJ \| + 0" \| \| \| 7. \| Maxime Daniel \| Fortuneo-Samsic \| + 0" \| \| \| 8. \| Anthony Maldonado \| Saint Michel-Auber 93 \| + 0" \| \| \| 9. \| Armindo Fonseca \| Fortuneo-Samsic \| + 0" \| \| \| 10. \| Benoît Cosnefroy \| AG2R La Mondiale \| + 0" \| \| |                   |                              |            |
| |                   |                              |            |
| Kilde: ProCyclingStats |                   |                              |            |
| Samlede stilling |                   |                              |            |
| Rytter | Rytter            | Hold                         | Tid        |
| 1. | Thomas Boudat     | Direct Énergie               | 4t 44' 41" |
| 2. | Hugo Hofstetter   | Cofidis, Solutions Crédits   | + 0"       |
| 3. | Roy Jans          | Cibel-Cebon                  | + 0"       |
| 4. | Brenton Jones     | Delko-Marseille Provence-KTM | + 0"       |
| 5. | Sylvain Chavanel  | Direct Énergie               | + 0"       |
| 6. | Daniel Hoelgaard  | Groupama-FDJ                 | + 0"       |
| 7. | Maxime Daniel     | Fortuneo-Samsic              | + 0"       |
| 8. | Anthony Maldonado | Saint Michel-Auber 93        | + 0"       |
| 9. | Armindo Fonseca   | Fortuneo-Samsic              | + 0"       |
| 10. | Benoît Cosnefroy  | AG2R La Mondiale             | + 0"       |